# Paonias rosacearum
Paonias rosacearum är en fjärilsart som beskrevs av Jean Baptiste Boisduval 1836. Paonias rosacearum ingår i släktet Paonias och familjen svärmare. Inga underarter finns listade i Catalogue of Life.